# Рікардо Фуллер
Рікардо Двейн Фуллер (англ. Ricardo Dwayne Fuller; 31 жовтня 1979, Кінгстон, Ямайка) — колишній ямайський футболіст, нападник. Виступав у збірній Ямайки.
Фуллер почав свою футбольну кар'єру на Ямайці в клубі «Тіволі Гарденс», перш ніж переїхав в Англію в «Крістал Пелес». У лютому 2001 року він повернувся на Ямайку, а потім відправився в оренду в «Гарт оф Мідлотіан», після чого перейшов в «Престон Норт-Енд». За цей клуб він забив 27 голів у 58 іграх, що спонукало «Портсмут» заплатити £ 1 млн за його трансфер. Але Фуллер не зміг проявити себе в Портсмуті і приєднався до їх суперників з «Саутгемптона» у 2005 році. У серпні 2006 року «Сток Сіті» підписав його за 500 тисяч фунтів.
У «Сток Сіті» він став важливим членом основного складу, і його зусилля допомогли «гончарям» піднятися в Прем'єр-лігу у 2008 році. У вищому дивізіоні він залишився гравцем основи, незважаючи на проблеми з дисципліною, і допоміг «Сток Сіті» вийти у фінал Кубка Англії 2011 року, але сам пропустив фінал через травму. Після того як він оговтався від травми, він не зміг повернутися в основу і покинув клуб в червні 2012 року, на один сезон перебравшись у «Чарльтон Атлетик». Сезон 2013/14 він провів у «Блекпулі», а наступний — у «Міллволлі». У жовтні 2015 року він приєднався до «Олдем Атлетік», де і завершив кар'єру.

## Клубна кар'єра

### Початок кар'єри
Фуллер народився в Кінгстоні, Ямайка, і почав свою кар'єру в місцевому «Тіволі Гарденс». Він був запрошений на перегляд в «Чарльтон Атлетик», зігравши в трьох матчах резервної команди. У лютому 2001 року, після успішного перегляду в попередньому місяці, він перейшов в англійський «Крістал Пелес» приблизно за £ 1 млн (точна цифра трансферу залежала від кількості зіграних Фуллером матчів). На момент оформлення трансферу Фуллер відбував накладену ямайською футбольною владою дискваліфікацію за удар суперника по голові. У новому клубі Фуллер страждав від проблем з коліном і зіграв лише вісім ігор за «орлів». В результаті він повернувся в «Тіволі», не зумівши закріпитися в Лондоні.
Наступний сезон 2001/02 Фуллер провів в оренді в шотландському «Гарт оф Мідлотіан». У 27 матчах Фуллер забив 8 голів, поділивши у підсумку титул кращого бомбардира клубу з Кевіном Маккенною. Однак единбурзький клуб не зміг дозволити собі оформити перехід Фуллера.

### «Престон Норт-Енд»
«Престон Норт-Енд» підписав Фуллера за 500 тисяч фунтів. Фуллер забив гол вже у своєму дебютному за «Престон» матчі проти «Крістал Пелес», що закінчився на користь його команди 2-1, і незабаром став важливим гравцем команди. Він відрізнявся вибуховою швидкістю, але, на жаль, отримав травму зв'язок коліна на початку грудня і передчасно закінчив сезон. Всього він забив 11 голів у 20 матчах за «Престон». Відновившись від травми, Фуллер впевнено розпочав сезон 2003/04 сезон, забивши 6 м'ячів в 5 матчах, але незабаром розгубив форму через рецидив травми коліна. Незважаючи на це, він забив 19 голів в тому сезоні і став найкращим бомбардиром клубу. У червні 2004 року Фуллер попросив клуб виставити його на трансфер, щоб пограти дивізіоном вище, в Прем'єр-Лізі.

### «Портсмут»
До Фуллеру проявили інтерес «Лідс Юнайтед» і «Портсмут», однак проблеми з колінами призвели до того, що обидва клуби відкликали свої пропозиції після того, як Фуллер не пройшов медогляд. Тим не менш, менеджер «Портсмута» Гаррі Реднапп, як і раніше був зацікавлений у нападнику, і клуб уклав з Фуллером угоду за принципом «Pay-As-You-Play», що означала, що «Портсмут» не втратить багато грошей у випадку частих травм футболіста. Фуллер переїхав на «Фраттон Парк» в серпні 2004 року за 1 млн фунтів.
Фуллер не зміг продемонструвати в Прем'єр-лізі своїх найкращих якостей, команда йшла в зоні вильоту, а Реднапп посварився з керівництвом і покинув клуб. Незважаючи на продаж деяких нападників в кінці сезону, повернення після травм Венсана Перікара і Светослава Тодорова і покупка Коллінса Мбесуми вже не гарантувала Фуллеру місця в складі. Новий менеджер Ален Перрен погодився, щоб Фуллер пішов. Перехід в «Сандерленд» зірвався, коли Фуллер не зміг пройти медогляд. Тоді він знову прийшов за керівництва Реднаппа в «Саутгемптон», який заплатив за нього 90 тисяч фунтів.

### «Саутгемптон»
Дебют в Саутгемптоні у Фуллера видався успішним: він забив єдиний гол «Святих» у Ковентрі 29 серпня 2005 року і забив знову в Дербі 18 вересня. Але далі кар'єра Фуллера в «Саутгемптоні» не заладилася. Його невдалі матчі вболівальники пов'язували з його портсмутським минулим, у підсумку більшість фанатів ополчилися проти гравця. У лютому 2006 року Фуллер відправився в оренду в «Іпсвіч Таун» за ігровою практикою. За цей клуб Фуллер зіграв лише три матчі, забив у них два голи, але і отримав дві жовті картки і одну червону в матчі з «Крістал Пелес» за непристойний жест на адресу вболівальників лондонського клубу. Він повернувся в «Саутгемптон» в кінці березня.
Після повернення в «Саутгемптон» Фуллер показав свій найкращий футбол: у останні шість ігор сезону він забив 6 голів, довівши свій бомбардирський рахунок до 9 м'ячів в сезоні і ставши гравцем місяця в квітні. Незважаючи на ці успіхи, він не входив у плани тренера Джорджа Берлі і був проданий в «Сток Сіті» в останній день трансферної кампанії, 31 серпня 2006 року.

### «Сток Сіті»
Фуллер приєднався до «Сток Сіті» за 500 тисяч фунтів, хоча значна частина плати залежала від кількості зіграних ним матчів. У своєму першому сезоні в «Стоці» він став найкращим бомбардиром з 11 голами, але він також поставив і дисциплінарний антирекорд, отримавши 2 червоні картки та 10 жовтих.
У сезоні 2007/08 голи Фуллера став важливою складовою успіху команди, яка домоглася виходу в Прем'єр-лігу. Сам гравець став улюбленців фанів клубу. Фуллер пропустив домашній матч «Стоку» проти «Галл Сіті», оскільки був на похоронах своєї бабусі на Ямайці. Фуллер підписав новий контракт у грудні 2007 року, він був розрахований до 2011 року. Протягом того сезону Фуллер забив 15 м'ячів.
Фуллер забив перший в історії Прем'єр-ліги гол «Сток Сіті» в програному 1-3 матчі проти «Болтон Вондерерз» в день відкриття сезону 2008/09. Слідом він забив гол і переможному для команди 3-2 матчі проти «Астон Вілли» в першому домашньому матчі «Сток Сіті» у Прем'єр-Лізі. Завдяки цим голам Фуллер став гравцем місяця в серпні, а також заробив похвалу від менеджера Тоні П'юліса.
28 грудня 2008 року Фуллер отримав червону картку за агресивну поведінку в матчі проти «Вест Гем Юнайтед». Після того як суперник зрівняв рахунок, Фуллер зчепився з партнером по команді Енді Гріффіном, давши того ляпаса. Рефері Майк Джонс видалив Фуллера за агресивну поведінку, і Вест Гем виграв матч 2-1. П'юліс і гравець «Стоку» Денні Гіггінботам заявили, що цей інцидент не вплине на клуб. 1 січня 2009 року П'юліс підтвердив, що Фуллер і Гріффін помирилися, Фуллер сказав Гріффіну, що той був «дуже грубий і неуважний», але визнав, що його дії були ще гірше. У матчі проти «Сандерленда» в лютому 2009 року Фуллер вивихнув плече, і з'явилися побоювання, що сезон для нього закінчений. Однак Фуллер швидко відновився і вийшов на поле вже через два тижні. Його вдалий виступ у матчі проти «Астон Вілли» і гол у ворота «Болтона» допомогли «Стоку» забезпечити збереження прописки в Прем'єр-лізі.
Після важкого для Фуллера старту сезону 2009/10 П'юліс заявив у пресі, що нападнику потрібно схуднути. Відповіддю на це з боку Фуллера були два голи у ворота «Арсеналу» у 4-му раунді Кубка Англії 24 січня 2010 року, а також у наступному турі Прем'єр-Ліги проти «Манчестер Сіті». Фуллер в третій раз поспіль став найкращим бомбардиром команди, а апогеєм сезону для нього став блискучий гол у ворота «Вест Гем Юнайтед», коли він обвів трьох захисників «молотобійців» і пробив повз воротаря Роберта Гріна.
У сезоні 2010/11 Фуллер забив свій перший гол у ворота «Тоттенхем Готспур» у домашньому матчі. Далі він вивихнув плече вдруге у своїй кар'єрі в «Стоці», на виїзді проти «Ньюкасл Юнайтед», а потім отримав нову травму в наступному виїзному матчі в Болтоні. 6 листопада 2010 року Фуллер зіграв свій 150-й матч в Англії, а 9 листопада забив свій 100-й гол в британському футболі, в матчі проти «Бірмінгем Сіті». У січні ходили чутки, що Фуллер покине «Сток» і приєднається до «Сандерленду». Однак «Сандерленд» заперечував, що робив пропозиції по Фуллеру. Після півфіналу Кубка Англії (5-0) проти «Болтон Вондерерз» капітан «Стоку» Раян Шоукросс розповів, що промова Фуллера в роздягальні надихнула команду. У наступному матчі проти «Астон Вілли» Фуллер отримав травму ахіллового сухожилля і пропустив залишок сезону 2010/11, в тому числі фінал Кубка Англії.
Фуллер повернувся до матчу проти «Квінз Парк Рейнджерс» 19 листопада 2011 року. Він забив свій 50-й гол за «Сток» у ворота турецького «Бешикташа» у Лізі Європи у грудні 2011 року. 10 березня 2012 року в матчі проти «Челсі» Фуллер був видалений на 24-й хвилині за фол проти Бранислава Івановича, «Сток» програв 0-1. Менеджер П'юліс тоді назвав дії Фуллера «смішними». Фуллер покинув «Сток Сіті» в кінці сезону 2011/12 після закінчення терміну свого контракту.

### Пізня кар'єра
Фуллер приєднався до «Чарльтон Атлетік» 22 серпня 2012 року, підписавши контракт на один рік з можливістю його продовження ще на рік. Він взяв собі футболку з номером 19 і дебютував, вийшовши на заміну у виїзному матчі проти «Ноттінгем Форест». Він забив важливі голи на виїзді проти «Іпсвіч Таун» і «Крістал Пелес» і забив з центру поля в матчі проти «Пітерборо Юнайтед». Фуллер кілька разів заліковував травми, допоміг «Чарльтону» зайняти дев'яте місце в Чемпіоншипі в першому сезоні клубу після повернення до другого дивізіону англійського футболу. Тим не менш клуб не став продовжувати з ним контракт в кінці сезону 2012/13.
15 серпня 2013 року Фуллер підписав контракт з «Блекпулом» на один рік з можливістю пролонгації. Він забив 6 голів в 28 матчах за Блекпул в ході сезону 2013/14 сезону.
16 липня 2014 року Фуллер приєднався до «Міллволла» за контрактом на один рік. Він зіграв 40 матчів за «левів», забивши 6 голів, але клуб все одно вилетів з Чемпіоншіпа.
Нарешті, 16 жовтня 2015 року, після успішного перегляду, Фуллер підписав тримісячний контракт з «Олдем Атлетік», де і закінчив свою професійну кар'єру.

## Міжнародна кар'єра
Фуллер був гравцем збірної Ямайки до 20 років на чемпіонаті світу у 1998 році.
В основну команду він був вперше викликаний в 1999 році і брав участь у відбіркових кампаніях до Чемпіонатів світу 2002, 2006 і 2010 років, а також у матчах Золотого кубка КОНКАКАФ 2000, 2005 та 2009 років.

## Особисте життя
Фуллер виховувався бабусею в дуже криміногенному районі Тіволі в Кінгстоні, Ямайка. Зі своїх заробітків як футболіста він зміг відновити будинок своєї бабусі після того, як він був зруйнований на початку 2010 року через заворушення на Ямайці.
У лютому 2009 року Фуллер був заарештований за підозрою в порушенні правил дорожнього руху. Пізніше він визнав себе винним у водінні без прав у Великій Британії і був оштрафований. У лютому 2010 року Фуллер був заарештований за підозрою в нападі, однак у підсумку звинувачення з нього були зняті.

## Статистика
| Клуб                       | Сезон             | Чемпіонат         | Чемпіонат | Чемпіонат | Кубок Англії | Кубок Англії | Кубок Ліги | Кубок Ліги | Єврокубки | Єврокубки | Всього | Всього |
| Клуб                       | Сезон             | Дивізіон          | Матчі     | Голи      | Матчі        | Голи         | Матчі      | Голи       | Матчі     | Голи      | Матчі  | Голи   |
| -------------------------- | ----------------- | ----------------- | --------- | --------- | ------------ | ------------ | ---------- | ---------- | --------- | --------- | ------ | ------ |
| Крістал Пелес              | 2000/01           | Перша ліга        | 8         | 0         | 0            | 0            | 0          | 0          | —         | —         | 8      | 0      |
| Крістал Пелес              | Всього            | Всього            | 8         | 0         | 0            | 0            | 0          | 0          | 0         | 0         | 8      | 0      |
| Гарт оф Мідлотіан (оренда) | 2001/02           | Прем'єр-ліга      | 27        | 8         | 2            | 2            | 0          | 0          | —         | —         | 29     | 10     |
| Гарт оф Мідлотіан (оренда) | Всього            | Всього            | 27        | 8         | 2            | 2            | 0          | 0          | 0         | 0         | 29     | 10     |
| Престон Норт-Енд           | 2002/03           | Перша ліга        | 18        | 9         | 0            | 0            | 2          | 2          | —         | —         | 20     | 11     |
| Престон Норт-Енд           | 2003/04           | Перша ліга        | 38        | 17        | 2            | 2            | 1          | 0          | —         | —         | 41     | 19     |
| Престон Норт-Енд           | 2004/05           | Чемпіоншип        | 2         | 1         | 0            | 0            | 0          | 0          | —         | —         | 2      | 1      |
| Престон Норт-Енд           | Всього            | Всього            | 58        | 27        | 2            | 2            | 3          | 2          | 0         | 0         | 63     | 31     |
| Портсмут                   | 2004/05           | Прем'єр-ліга      | 31        | 1         | 2            | 0            | 4          | 0          | —         | —         | 37     | 1      |
| Портсмут                   | Всього            | Всього            | 31        | 1         | 2            | 0            | 4          | 0          | 0         | 0         | 37     | 1      |
| Саутгемптон                | 2005/06           | Чемпіоншип        | 30        | 9         | 1            | 0            | 0          | 0          | —         | —         | 31     | 9      |
| Саутгемптон                | 2006/07           | Чемпионшип        | 1         | 0         | 0            | 0            | 0          | 0          | —         | —         | 1      | 0      |
| Саутгемптон                | Всього            | Всього            | 31        | 9         | 1            | 0            | 0          | 0          | 0         | 0         | 32     | 9      |
| Іпсвіч Таун (оренда)       | 2005/06           | Чемпіоншип        | 3         | 2         | 0            | 0            | 0          | 0          | —         | —         | 3      | 2      |
| Іпсвіч Таун (оренда)       | Всього            | Всього            | 3         | 2         | 0            | 0            | 0          | 0          | 0         | 0         | 3      | 2      |
| Сток Сіті                  | 2006/07           | Чемпіоншип        | 30        | 10        | 2            | 1            | 0          | 0          | —         | —         | 32     | 11     |
| Сток Сіті                  | 2007/08           | Чемпіоншип        | 42        | 15        | 2            | 0            | 0          | 0          | —         | —         | 44     | 15     |
| Сток Сіті                  | 2008/09           | Прем'єр-ліга      | 34        | 11        | 0            | 0            | 3          | 0          | —         | —         | 36     | 11     |
| Сток Сіті                  | 2009/10           | Прем'єр-ліга      | 35        | 3         | 5            | 4            | 1          | 1          | —         | —         | 41     | 8      |
| Сток Сіті                  | 2010/11           | Прем'єр-ліга      | 28        | 4         | 6            | 0            | 2          | 0          | —         | —         | 36     | 4      |
| Сток Сіті                  | 2011/12           | Премьер-Лига      | 13        | 0         | 2            | 0            | 0          | 0          | 3         | 1         | 18     | 1      |
| Сток Сіті                  | Всього            | Всього            | 182       | 43        | 17           | 5            | 6          | 1          | 3         | 1         | 208    | 50     |
| Чарльтон Атлетик           | 2012/13           | Чемпіоншип        | 31        | 5         | 0            | 0            | 0          | 0          | —         | —         | 31     | 5      |
| Блекпул                    | 2013/14           | Чемпіоншип        | 27        | 6         | 1            | 0            | 0          | 0          | —         | —         | 28     | 6      |
| Міллволл                   | 2014/15           | Чемпіоншип        | 38        | 4         | 2            | 2            | 0          | 0          | —         | —         | 40     | 6      |
| Олдем Атлетік              | 2015/16           | Перша ліга        | 5         | 0         | 2            | 0            | 0          | 0          | —         | —         | 7      | 0      |
| Всього за кар'єру          | Всього за кар'єру | Всього за кар'єру | 441       | 105       | 29           | 11           | 13         | 3          | 3         | 1         | 486    | 120    |

## Нагороди

### Командні:
- Друге місце у Чемпіоншипі: 2007/08 (вихід у Прем'єр-лігу зі «Сток Сіті»)
- Фіналіст Кубка Англії: 2011 («Сток Сіті»)

### Індивідуальні:
- Гравець місяця в Шотландській Прем'єр-лізі: грудень 2001
- Гравець місяця в Чемпіоншипі: квітень 2006
- Член Команди року в Чемпіоншипі: 2008